# Prakash Jiwa
Prakash Jiwa (Rugby, Warwickshire, 21 mei 1970) is een Indiaase darter. 

## Carrière
Jiwa kwalificeerde zich in 2010 als amateur voor de UK Open, maar verloor in de eerste ronde van Simon Cunningham met 6–4. Hij nam deel aan de PDC Qualifying School in 2011 en verdiende een Tourcard om op de vierde en laatste dag fulltime deel te nemen aan het PDC Circuit. In 2012 bereikte hij de kwartfinales van twee UK Open-kwalificatiewedstrijden om deel te nemen aan het toernooi zelf in de tweede ronde, waar hij met 4-2 verloor van Mark Barilli. Jiwa bereikte ook de kwartfinales van het twaalfde Players Championship, waar hij met 6-5 werd uitgeschakeld door Michael van Gerwen.
In 2013 kwam Jiwa in geen enkel toernooi verder dan de laatste 32 en verloor met 5-1 van Terry Temple in de tweede ronde van de UK Open. In september 2014 won hij vijf wedstrijden om te spelen in de finale van het dertiende Challenge Tour-evenement, maar hij miste vijf darts voor de titel in de beslissende leg en werd met 5-4 verslagen door Mark Frost. Hij evenaarde zijn beste prestatie op de belangrijkste PDC-tour tijdens het laatste Players Championship van het jaar door de kwartfinales te bereiken in een reeks die begon met een 6-4 overwinning op vijfvoudig wereldkampioen Raymond van Barneveld. In de kwartfinale werd hij met 6-0 verslagen door Peter Wright.
Jiwa won in januari 2015 een nieuwe tweejarige Tourcard door gezamenlijk als vijfde te eindigen op de Q-School Order of Merit. Het enige European Tour-evenement waarvoor hij zich kon kwalificeren, was de Dutch Darts Masters en hij werd in de eerste ronde met 6-4 verslagen door John Henderson. Jiwa kwam gedurende het jaar niet verder dan de laatste 32 van een toernooi.
De laatste 32 waren ook het verste dat hij kon bereiken in 2016, wat hij deed in twee Players Championship-evenementen.
In 2017 moest hij opnieuw naar Q-School om zijn Tourcard terug te krijgen, en dat deed hij op de eerste dag. Dit was de derde keer dat Jiwa door het evenement kwam en hij zei dat hij, met behulp van nieuwe uitrusting, ernaar streefde om in de komende twee jaar in de top 64 van de Order of Merit te komen. Jiwa deed mee aan de UK Open Qualifiers 2017 en won £250 op de Qualifiers 3 en 6, maar dit bleek onvoldoende om hem in te schrijven voor de UK Open 2017. Jiwa raakte in slechte vorm en claimde tot het einde van het seizoen slechts £500 aan prijzengeld.
Hij won £750 in de zesde en laatste kwalificatiewedstrijd voor de UK Open 2018, waarmee hij terugkeerde naar Butlin's Minehead Resort voor het toernooi. Helaas voor hem verloor Jiwa in een laatste leg-beslisser in de eerste ronde van Jason Mold. In 2018 won Jiwa £5.000 op de PDC Pro Tour van zijn deelname aan de Players Championship-evenementen, maar dit hielp hem niet veel bij de kwalificatie voor de Players Championship Finals, noch het PDC World Darts Championship 2019. Jiwa probeerde zijn weg naar Alexandra Palace te vinden via de Tour Card Holders' Qualifier, maar verloor met 4-6 van Madars Razma in de laatste 12.
Jiwa kwam niet verder dan de laatste 128 van een van de 4 PDC UK Q-School-evenementen, wat betekende dat hij alleen in aanmerking kwam om te spelen op de Challenge Tour. Zijn beste prestatie daar kwam in het tweede evenement, waar hij £200 ophaalde op weg naar de laatste 16.
Jiwa keerde terug naar de PDC UK Q-School 2020, maar wist opnieuw geen Tourcard te behalen. Sindsdien speelt Jiwa alleen nog in de Challenge Tour. In 2022 begon hij India te vertegenwoordigen in plaats van Engeland en hij won de Indiase kwalificatie voor het Wereldkampioenschap door Nitin Kumar te verslaan in de finale met 6-4. Daardoor maakte Jiwa zijn PDC WK-debuut op 52-jarige leeftijd. In dat WK van 2023, verloor Jiwa in de eerste ronde met 1-3 in sets van de Let Madars Razma.
In 2023 won Jiwa opnieuw het Indiase kwalificatietoernooi voor het WK. Dit keer versloeg hij Bhav Patel in de finale, met een uitslag van 6-1. Daarmee plaatste Jiwa zich voor het tweede jaar op rij voor het WK. Jiwa werd op 16 november 2023 echter geschorst door de Darts Regulation Authority, terwijl er een onderzoek werd uitgevoerd naar verdachte weddenschappen in de onafhankelijke Modus Super Series. Bhaval Patel, die de finale van het kwalificatietoernooi van Jiwa verloor, verving hem op het wereldkampioenschap. In 2025 maakte de Darts Regulation Authority bekend Jiwa een achtjarige schorsing en boete van 17.741,46 pond op te leggen.

## Resultaten op wereldkampioenschappen

### PDC
- 2023: Laatste 96 (verloren van Madars Razma met 1-3)